# Вальтер Ярмеркер
Вальтер Ярмеркер (нім. Walther Jahrmärker; 23 вересня 1917, Марбург — 22 жовтня 1942, Норвезьке море) — німецький офіцер-підводник, капітан-лейтенант крігсмаріне.

## Біографія
5 квітня 1935 року вступив на флот. З 29 квітня 1942 року — командир підводного човна U-412. 17 жовтня вирушив у свій перший і останній похід. 22 жовтня U-412 був потоплений в Норвезькому морі північно-східніше Фарерських островів (63°55′ пн. ш. 00°24′ сх. д.) глибинними бомбами британського бомбардувальника «Веллінгтон». Всі 47 членів екіпажу загинули.

## Звання
- Кандидат в офіцери (5 квітня 1935)
- Морський кадет (25 вересня 1935)
- Фенріх-цур-зее (1 липня 1936)
- Оберфенріх-цур-зее (1 січня 1938)
- Лейтенант-цур-зее (1 квітня 1938)
- Оберлейтенант-цур-зее (1 жовтня 1939)
- Капітан-лейтенант (1 червня 1942)

## Нагороди
- Медаль «За вислугу років у Вермахті» 4-го класу (4 роки)